# Pan-STARRS 1
Pan-STARRS 1 (PS1) — американский автоматический телескоп диаметром зеркала 1,8 метра с проницанием до 22-й звёздной величины.
Построен на вершине гавайского вулкана Халеакала с целью обнаружения вспышек сверхновых и новых звёзд, коричневых карликов, а также астероидов, которые могут угрожать Земле. Код обсерватории «F51».
Объект является первым телескопом программы Pan-STARRS. Планируется, что телескоп проработает 3,5 года на текущем месте, а потом будет перенесен на вулкан Мауна-Кеа на остров Гавайи, вместе с остальными тремя построенными к тому времени телескопами системы Pan-STARRS.
В 2007 году был оснащён цифровой камерой, обладающей самой большой (на 2007 год) светочувствительной матрицей в мире.
- поперечник камеры: 40 см.
- разрешение: 1,4 млрд пикселей.

Каждую ночь телескоп будет получать терабайты данных, которые будут по волоконно-оптической сети отправляться для анализа в компьютерный центр Мауи.
На данный момент (октябрь 2009) PS1 проходит проверку и отладку оборудования. Через считанные недели на телескопе в штатном режиме будет запущен обзор неба для поиска околоземных астероидов.
Местонахождение PS1 с географической точки зрения оптимально для астрономических наблюдений благодаря чистоте воздуха и низкой среднегодовой облачности.
13 мая 2010 года телескоп начал проводить научно-исследовательские наблюдения. Поле зрения инструмента (10 кв. гр.) в 40 раз больше угловых размеров Луны (0,25 кв. гр.). Управление телескопом осуществляет консорциум из 10 научных учреждений. 1,4-гигапиксельная камера будет делать каждую ночь по 500 снимков, что составит 4 терабайт объема данных в ночь. Автоматическая система поиска будет выявлять все движущиеся и меняющие яркость объекты. В ближайшие 3 года ожидается, что PS1 обнаружит около 100 000 новых астероидов, составит каталог из 5 миллиардов звезд и 500 миллионов галактик. Будет составлена карта 75 % небесной сферы, доступной для наблюдений с Гавайских островов. Проницание PS1 составляет 22.5 зв. вел. в фильтре R.